# Taishi Ci
Taishi Ci, nome di cortesia Ziyi (166 – 206), è stato un generale cinese.
Vissuto nel periodo dei Tre Regni, fu al servizio di molti signori della guerra tra cui Sun Ce e Sun Quan.

## Inizio Carriera
Taishi Ci secondo le fonti e i romanzi che trattano la sua figura, era considerato un diligente studioso.
Comincia la sua carriera come ufficiale minore nella contea di Donglai ove si fa strada, guadagnando il rispetto e l'ammirazione del Governatore di Bei Hai Kong Rong che provvede alla madre d'egli, rimasta vedova, con donativi in oro e cibo.
Quando Bei Hai verrà assediata dai restanti ribelli noti come Turbanti Gialli, su invito della propria madre, organizza un piccolo esercito nel tentativo di salvare Kong Rong, che venuto a conoscenza dell'intento, per non arrischiare la vita del suo protetto, chiederà rinforzi a Liu Bei che tuttavia non riuscirà a liberare la città. Taishi Ci, accampato a qualche miglio dal campo si allena con i sergenti al tiro con l'arco, quando nota un punto debole nello schieramento nemico e decide di caricare senza attendere l'aiuto dei propri alleati, ottenendo l'agognata vittoria. Per questo servigio viene dunque ricompensato largamente da Kong Rong.

## Alla corte di Liu Yong
Ziyi fa il proprio ritorno alle terre del sud ove entra al servizio di Liu Yong, Sun Ce nel frattempo stava occupando molti territori ed aveva puntato i propri occhi sulle città possedute dal suo nuovo signore. Un giorno scorge Sun Ce a pregare su di un altare presso una collina e si muove per arrestarlo, i due si sfidano in un acceso duello in cui nessuno dei due riesce ad avere la meglio, lo scontro si interrompe tuttavia con l'arrivo degli ufficiali nemici che lo obbligano alla ritirata che diviene determinante affinché Liu Yong decida di dichiarare guerra. Questo evento narrato nel Romanzo dei Tre Regni, rappresenta uno dei pochissimi duelli personali realmente accaduti e documentati presenti nel famoso testo di Luo Guanzhong.
Taishi Ci abbandona presto il servizio di Liu Yong a causa del continuo rifiuto del signore nell'adozione delle strategie consigliate e nella perdita di diverse città per mano della famiglia Sun, quindi prende le truppe rimaste sotto il suo comando e si dirige a Danyang ove si proclama Governatore.

## Nella famiglia Sun
Sun Ce attacca la città e lo cattura, ma non perde tempo nell'assumerlo nei suoi ranghi con un alto incarico militare, impressionato dalla sua saggezza e dalle sue abilità. Sarà nominato Comandante dell'Esercito Imperiale.
Dopo l'assassinio di Sun Ce, avvenuto nel 200 d.C., continuerà a servire il fratello minore Sun Quan ove riceverà la supervisione di tutti gli affari del sud dello stato di Wu. Ziyi muore per cause naturali nell'undicesimo anno della Restaurazione della Tranquillità (206) prima della battaglia di He Fei ove, erroneamente riportato nel Romanzo dei Tre Regni, incontra la morte per mano del generale Zhang Liao.

## Fonti ed approfondimenti
- Romance of the three kingdoms - Luo Guanzhong
- Chronicles of three kingdoms - Chen Shou